# Mofolo (cràter)

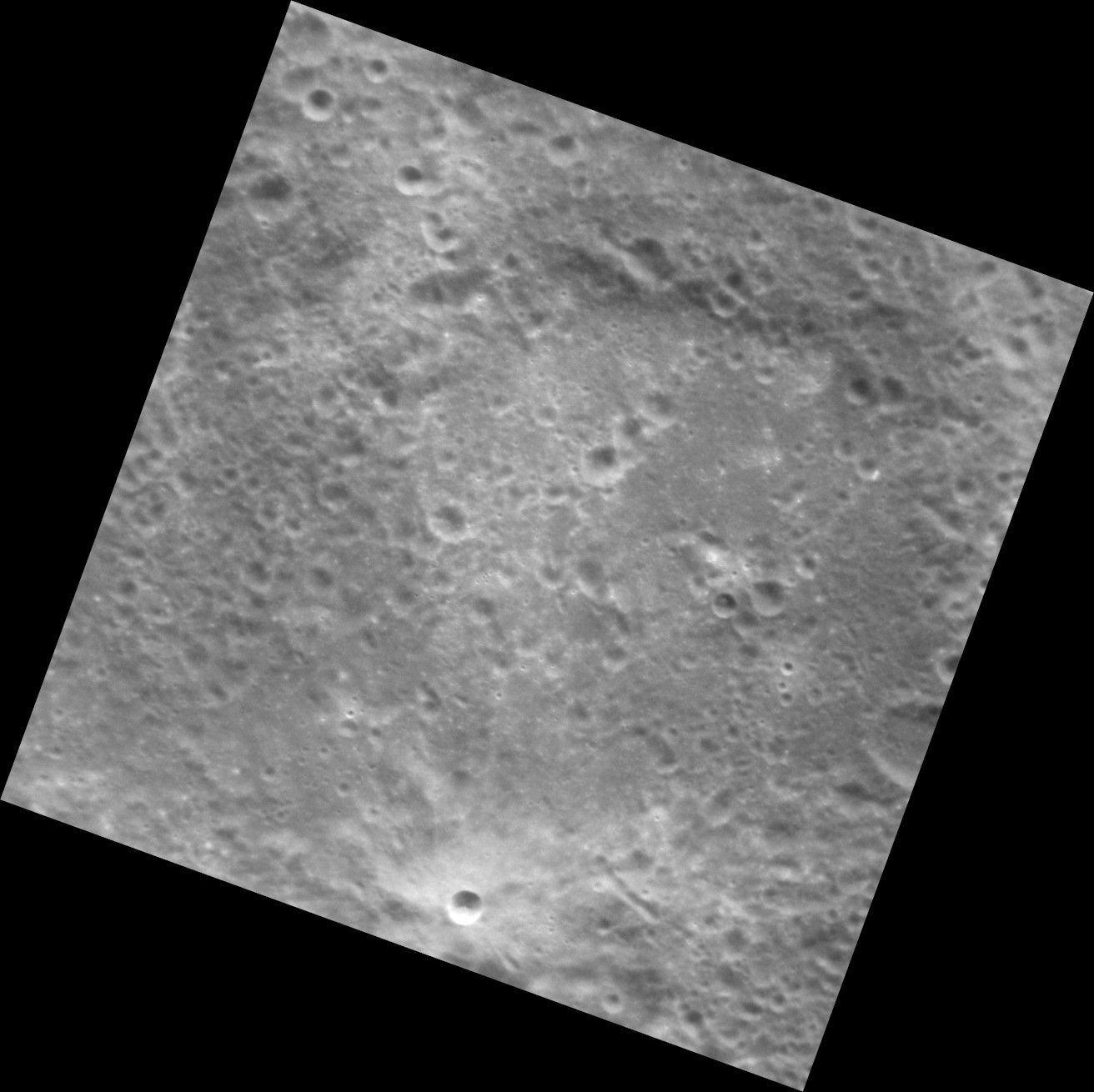
Imatge del cràter a la superfície de Mercuri.

Mofolo és un cràter d'impacte en el planeta Mercuri de 103 km de diàmetre. Porta el nom de l'escriptor de Lesotho Thomas Mofolo (1876/77-1948), i el seu nom va ser aprovat per la Unió Astronòmica Internacional el 1976.